# Loco
У цьому корейському імені прізвище (Квон) стоїть перед особовим ім'ям.
Квон Хьок У (кор. 권혁우; нар. 25 грудня 1989), більш відомий під псевдонімом Loco (кор. 로꼬), — південнокорейський репер, який підписав контракт з хіп-хоп лейблом AOMG. Його ім'я «Локо» іспанською означає «божевільний». Переможець першого сезону реп-конкурсу Mnet Show Me the Money у 2012 році.

## Особисте життя
13 вересня 2022 року Локо оголосив через свій Instagram, що восени одружиться на ровесниці, яка не є знаменитістю.

## Дискографія

### Студійні альбоми
| Назва    | Деталі альбому | Пікові позиції у чартах | Продажі                  |
| Назва    | Деталі альбому | KOR                     | Продажі                  |
| -------- | --- | ----------------------- | ------------------------ |
| Bleached | - Реліз: 25 травня 2017 - Лейбл: AOMG, LOEN Entertainment - Формат: CD, цифрове завантаження Трек-лист 1. «A.O.M.G» 2. «Movie Shoot» (з DPR Live) 3. «So Bad» (з Sik-K) 4. «Tiger» 5. «Like I'm Saying» 6. «Too Much» (з Dean) 7. «I was living hard» (тільки на CD) 8. «Brighten Your Night» 9. «Da Da Da» (featuring Hoody) 10. «Still» (featuring Crush) 11. «You Too» (featuring Cha Cha Malone) 12. «Rewind» (featuring Sumin) | 10                      | - Південна Корея: 3,127+ |

### Мініальбоми
| Назва                                                                            | Деталі альбому | Пікові позиції у чартах | Продажі                  |
| Назва                                                                            | Деталі альбому | KOR                     | Продажі                  |
| -------------------------------------------------------------------------------- | --- | ----------------------- | ------------------------ |
| Locomotive                                                                       | - Реліз: 28 листопада 2014 - Лейбл: AOMG, LOEN - Формат: CD, цифрове завантаження Трек-лист 1. «Hands Up» (з Crush) 2. «Act Serious» (з Ugly Duck & DJ Wegun) 3. «You Don't Know» 4. «Thinking About You» (з Jay Park) 5. «No Manners» (з Gray) 6. «High» (з Konsoul) 7. «If I» (з Gray) 8. «Growing Up» (з Elo) 9. «Hold Me Tight» (з Crush) | 12                      | - Південна Корея: 1,336+ |
| Summer Go Loco                                                                   | - Реліз: 18 серпня 2017 - Лейбл: AOMG, LOEN - Формат: CD, цифрове завантаження Трек-лист 1. «Oppa» 2. «Summer Go Loco» (з Gray) 3. «Party Band» (з Punchnello, Thur) 4. «Alright, Summer Time» (з Sam Kim) | —                       | Н/Д                      |
| Hello                                                                            | - Реліз: 7 лютого 2019 - Лейбл: AOMG, Kakao M - Формат: CD, цифрове завантаження Трек-лист 1. «NOTHING» 2. «It's been a while» (з Zion.T) 3. «Tangled Up» (з pH-1) 4. «Some Beatmaker» (з Woo & yeesang) 5. «Too Fast» (з Paloalto) 6. «HOW»                                                                                                  | 10                      | - Південна Корея: 4,584+ |
| Some Time                                                                        | - Реліз: 14 жовтня 2020 - Лейбл: AOMG, Kakao M - Формат: CD, цифрове завантаження Трек-лист 1. «Return» 2. «Can't Sleep» (з Heize) 3. «Meeting Room» 4. «Only Now» (з Car, the Garden) | —                       | Н/Д                      |
| «—» релізи, що не потрапили у чарти або не були випущені у відповідних регіонах. | |                         |                          |

### Сингли
| Назва                                                                           | Рік                    | Пікові позиції у чартах | Пікові позиції у чартах | Пікові позиції у чартах | Продажі                     | Альбом                       |
| Назва                                                                           | Рік                    | KOR Circle              | KOR Billboard           | US World                | Продажі                     | Альбом                       |
| Як головний виконавець                                                          | Як головний виконавець | Як головний виконавець  | Як головний виконавець  | Як головний виконавець  | Як головний виконавець      | Як головний виконавець       |
| ------------------------------------------------------------------------------- | ---------------------- | ----------------------- | ----------------------- | ----------------------- | --------------------------- | ---------------------------- |
| «See the Light» (з Gray)                                                        | 2012                   | —                       | —                       | —                       | Н/Д                         | Не увійшов до альбому        |
| «No More» (з Crush)                                                             | 2012                   | —                       | —                       | —                       | Н/Д                         | Не увійшов до альбому        |
| «Take Care» (з Park Narae)                                                      | 2013                   | —                       | —                       | —                       | Н/Д                         | Не увійшов до альбому        |
| «Hold Me Tight» (з Crush)                                                       | 2014                   | 4                       | 7                       | —                       | - Південна Корея: 926,128   | Locomotive                   |
| «Respect» (з Gray & DJ Pumkin)                                                  | 2015                   | 33                      | Н/Д                     | —                       | - Південна Корея: 251,835   | Не увійшов до альбому        |
| «Awesome» (з Jay Park & Gray)                                                   | 2015                   | 17                      | Н/Д                     | —                       | - Південна Корея: 189,342   | Не увійшов до альбому        |
| «You Too» (너도) (з Cha Cha Malone)                                             | 2016                   | 5                       | Н/Д                     | —                       | - Південна Корея: 442,275   | Не увійшов до альбому        |
| «Still» (남아있어) (з Crush)                                                    | 2016                   | 6                       | Н/Д                     | —                       | - Південна Корея: 291,499   | Не увійшов до альбому        |
| «Too Much» (지나쳐) (з Dean)                                                    | 2017                   | 12                      | 19                      | —                       | - Південна Корея: 367,499   | Bleached                     |
| «Summer Go Loco» (з Gray)                                                       | 2017                   | 53                      | 67                      | —                       | - Південна Корея: 56,485    | Summer Go Loco               |
| «Post It» (나타나줘) (з Jay Park)                                               | 2018                   | 39                      | 37                      | —                       | Н/Д                         | Не увійшов до альбому        |
| «It Takes Time» (시간이 들겠지) (з Colde)                                       | 2018                   | 2                       | —                       | —                       | Н/Д                         | Не увійшов до альбому        |
| «Late Night» (з Gray)                                                           | 2018                   | 76                      | —                       | —                       | Н/Д                         | Не увійшов до альбому        |
| «It's Been a While» (오랜만이야) (з Zion.T)                                     | 2019                   | 17                      | —                       | —                       | Н/Д                         | Hello                        |
| «Can't Sleep» (잠이 들어야) (зHeize)                                            | 2020                   | 36                      | —                       | —                       | Н/Д                         | Some Time                    |
| Колаборації                                                                     |                        |                         |                         |                         |                             |                              |
| «Good» (з Gray та Elo)                                                          | 2016                   | 1                       | Н/Д                     | —                       | - Південна Корея: 358,675   | Не увійшов до альбому        |
| «Think About' Chu» (з Сем Кім)                                                  | 2017                   | 16                      | Н/Д                     | —                       | - Південна Корея: 197,273   | Не увійшов до альбому        |
| «Don't Give It to Me» (주지마) (з Hwasa)                                        | 2018                   | 1                       | 1                       | —                       | - Південна Корея: 2,500,000 | Hyena on the Keyboard Part.4 |
| «Upside Down» (з Jay Park, Simon Dominic та Gray)                               | 2018                   | 89                      | —                       | —                       | Н/Д                         | Не увійшов до альбому        |
| «Young» (з Бекхьоном)                                                           | 2018                   | 11                      | 18                      | 4                       | Н/Д                         | Station X 0                  |
| «Love» (러브) (з Лі Сон Кюн)                                                    | 2021                   | 25                      | —                       | —                       | Н/Д                         | Duet Mate                    |
| «Somebody!» (з Hwasa)                                                           | 2022                   | 51                      | 22                      | —                       | Н/Д                         | Somebody                     |
| «Sweaty» (з Gray та Coogie)                                                     | 2022                   | 131                     | —                       | —                       | Н/Д                         | Street Man Fighter           |
| Як запрошений виконавець                                                        |                        |                         |                         |                         |                             |                              |
| «My Last» (Jay Park з Loco та Gray)                                             | 2015                   | 30                      | Н/Д                     | 19                      | - Південна Корея: 249,588   | ₩orld ₩ide                   |
| «Can't Help Myself» (못참겠어) (Ерік Нам з Loco)                                | 2016                   | 20                      | Н/Д                     | 4                       | - Південна Корея: 250,063   | Не увійшов до альбому        |
| «Double Dip» (Far East Movement з Soulja Boy & Loco)                            | 2016                   | —                       | Н/Д                     | —                       | Н/Д                         | Identity                     |
| «All I Wanna Do (K)» (Джей Пак з Hoody & Loco)                                  | 2016                   | 176                     | 37                      | 9                       | - Південна Корея: 2,500,000 | Everything You Wanted        |
| «That Girl» (Чон Йон Хва з Loco)                                                | 2017                   | 77                      | —                       | —                       | - Південна Корея: 26,909    | Do Disturb                   |
| «Outerspace» (Kang Daniel з Loco)                                               | 2021                   | 80                      | —                       | —                       | Н/Д                         | Не увійшов до альбому        |
| «—» релізи, що не потрапили у чарти або не були випущені у відповідних регіонах |                        |                         |                         |                         |                             |                              |

### Саундтреки
| Назва                                                                           | Рік  | Пікові позиції у чартах | Продажі                     | Альбом                              |
| Назва                                                                           | Рік  | KOR                     | Продажі                     | Альбом                              |
| ------------------------------------------------------------------------------- | ---- | ----------------------- | --------------------------- | ----------------------------------- |
| «The Virus» (з Havy T)                                                          | 2013 | —                       | Н/Д                         | The Virus OST                       |
| «This Song» (з Mamamoo)                                                         | 2014 | 65                      | Н/Д                         | My Lovely Girl OST                  |
| «Spring Is Gone by Chance» (з Yuju)                                             | 2015 | 5                       | - Південна Корея: 2,500,000 | The Girl Who Sees Smells OST        |
| «Say Yes» (з Punch)                                                             | 2016 | 15                      | - Південна Корея: 274,375   | Moon Lovers: Scarlet Heart Ryeo OST |
| «Star (Little Prince)» (з Ю Сон Ин)                                             | 2018 | —                       | Н/Д                         | Memories of the Alhambra OST        |
| «—» релізи, що не потрапили у чарти або не були випущені у відповідних регіонах |      |                         |                             |                                     |

## Фільмографія

### ТВ-шоу
| Рік  | Назва шоу                          | Мережа | Нотатки                         |
| ---- | ---------------------------------- | ------ | ------------------------------- |
| 2012 | Show Me the Money                  | Mnet   | Учасник та переможець           |
| 2015 | Show Me the Money 4                | Mnet   | Суддя/продюсер з Jay Park       |
| 2016 | My little Television               | MBC    | Учасник                         |
| 2016 | Happy Together 3                   | KBS2   | Учасник                         |
| 2017 | You Hee-yeol's Sketchbook          | KBS2   | Учасник                         |
| 2018 | It's Dangerous Beyond the Blankets | MBC    | Учасник                         |
| 2018 | Hyena On the Keyboard              | KBS2   | Учасник (епізоди 7-8)           |
| 2018 | A Battle of One Voice: 300         | tvN    | Учасник разом з Gray (1 епізод) |
| 2018 | Show Me the Money 777              | Mnet   | Loopy 'V' Featured              |
| 2018 | Radio Star (TV series)             | MBC    | Cast member                     |
| 2020 | Show Me the Money 9                | Mnet   | Lil Boi 'ON AIR' Featured       |
| 2021 | High School Rapper (4 сезон)       | Mnet   | Суддя, продюсер                 |

### Веб-шоу
| Рік  | Назва                 | Мережа | Роль    | Прим.  |
| ---- | --------------------- | ------ | ------- | ------ |
| 2021 | Love Catcher in Seoul | TVING  | Ведучий | [ 27 ] |

### Музичні кліпи
| Рік  | Назва пісні | Виконавець         | Прим.  |
| ---- | ----------- | ------------------ | ------ |
| 2021 | «Lipstick»  | Лі Хі (з Юн Мі Ре) | [ 28 ] |

## Нагороди і номінації
| Рік  | Нагорода                 | Категорія                   | Номінант / робота                         | Результат |
| ---- | ------------------------ | --------------------------- | ----------------------------------------- | --------- |
| 2015 | Melon Music Awards       | Best OST                    | «Spring Is Gone by Chance» by Yuju & Loco | Перемога  |
| 2018 | Melon Music Awards       | Hot Trend Award             | «Young» (з Бекхьоном)                     | Номінація |
| 2018 | Melon Music Awards       | Hot Trend Award             | «Don't» (з Hwasa)                         | Перемога  |
| 2018 | Melon Music Awards       | Best Ballad                 | «Don't» (з Hwasa)                         | Номінація |
| 2018 | KBS Entertainment Awards | Hot Issue Entertainer Award | Hwasa & Loco                              | Перемога  |

## Нотатки
1. ↑  Billboard Korea Kpop Hot 100 був представлений у серпні 2011 та припинений у липні 2014. Чарт було перезапущено 29 травня 2017.